# 山下工作所
株式会社山下工作所（やましたこうさくしょ、英: KK-YAMASHITA.INC）は、日本の工作機械メーカーである。

## 概要
1941年に山下郁史により工作機械製造及び修理工場を創業。一時期オートバイの製造を行っていたこともある（下記）。やがて工作機械の製造が事業の中心となった。

## オートバイ製造
1947年より山下郁史の発案でオートバイの製造に着手し、パール号で名をはせた。郁史の息子で後に社長を務めた山下護祐も9歳にしてパール号にまたがり、1950年に静岡県で行われたダートレースにおいて初出走を果たした後、豊橋オートレースや岡崎オートレースにも出走する。1953年には名古屋TTレースに出走する。1955年には第1回浅間火山レースにも出場している。
しかし、1956年に資金難からオートバイの生産を停止することとなり、巻き返しを図るためにパール号製造販売の名で販売するも好調とはいかず、事業から撤退する。1957年には第2回浅間火山レースに参加するが、資金不足によりパール号は本戦出場は叶わず、昌和製作所から声がかかったこともありライトクルーザーでの出走となった。

### 製造モデル
- パールスペシャル「ゴールドアロー号」レース仕様車
- パールZ P-52 (150cc)
- パールRTT (250cc)
- パールZ P-53 (150cc)
- パールPH (125cc)
- パールKM250
- パールKTT250

## 事業所
- 本社（愛知県名古屋市熱田区）
- 上浜工場（愛知県名古屋市南区）